# Distrikt Chilca (Huancayo)
Der Distrikt Chilca liegt in der Provinz Huancayo der Region Junín im zentralen Westen Perus. Der Distrikt wurde am 2. Mai 1957 gegründet. Er hat eine Fläche von 26,8 km². Beim Zensus 2017 lebten 94.848 Einwohner im Distrikt. Im Jahr 1993 betrug die Einwohnerzahl 60.466, im Jahr 2007 77.392. Verwaltungssitz ist die gleichnamige 3275 m hoch gelegene Stadt Chilca, die quasi deckungsgleich mit dem Distrikt ist.

## Geographische Lage
Der Distrikt Chilca befindet sich im Süden des Ballungsraums der Provinz- und Regionshauptstadt Huancayo und grenzt im Norden direkt an die Stadt und den Distrikt Huancayo. Er besitzt eine maximale Längsausdehnung in SW-NO-Richtung von knapp 11 km. Der Río Mantaro fließt entlang der westlichen Distriktgrenze nach Süden. Der Distrikt liegt in einer Ebene des Andenhochlands, die im Osten von den Ausläufern der peruanischen Zentralkordillere flankiert wird. Im Südosten grenzt der Distrikt Chilca an die Distrikte Sapallanga und Huancán, im Westen an die Distrikte Tres de Diciembre und Huamancaca Chico (beide in der Provinz Chupaca).